# Joe DeLoach
Pour les articles homonymes, voir DeLoach.
Joseph « Joe » Nathaniel DeLoach (né le 5 juin 1967 à Bay City) est un athlète américain spécialiste du 200 mètres. Il devient champion olympique de la discipline en 1988.

## Carrière
Il fait ses débuts sur la scène internationale à l'occasion des Jeux panaméricains juniors se déroulant en 1984 à Nassau, aux Bahamas. Il y remporte deux médailles d'or sur les deux épreuves individuelles de sprint court.
Étudiant à l'Université de Houston, il se distingue durant la saison 1988 en remportant le 100 m des Championnats NCAA devant son compatriote Dennis Mitchell et le Jamaïcain Ray Stewart, améliorant son record personnel avec 10 s 03. Quelques jours plus tard, il crée la surprise en devançant Carl Lewis, son coéquipier du club des Houston Cougars, lors des sélections olympiques américaines d'Indianapolis (19 s 96). Le 28 septembre 1988, lors des Jeux olympiques de Séoul, Joe DeLoach confirme son rang en remportant la finale du 200 m devant Carl Lewis. Avec son temps de 19 s 75, il égale le record des États-Unis du 200 m détenu par Lewis, et établit par ailleurs un nouveau record olympique ainsi que la meilleure performance de l'année 1988. Ce chronomètre constitue alors la meilleure performance réalisée au niveau de la mer. Il s'agit également de la seule défaite de Carl Lewis lors d'une épreuve olympique individuelle. 
En 1989 Joe DeLoach de même que Carl Lewis boycotte les Championnats des États-Unis d'Athlétisme en raison d'un conflit avec la Fédération américaine d'Athlétisme. Il ne participe qu'à une seule édition des Jeux olympiques et abandonne le sport en 1992 après n'avoir pas pu se qualifier pour les suivants.

## Palmarès
| Date | Compétition     | Lieu  | Place | Épreuve | Temps        |
| ---- | --------------- | ----- | ----- | ------- | ------------ |
| 1988 | Jeux olympiques | Séoul | 1er   | 200 m   | 19 s 75 (RO) |

## Records personnels
| Discipline | Temps   | Date              | Lieu   |
| ---------- | ------- | ----------------- | ------ |
| 100 m      | 10 s 03 | 4 juin 1988       | Eugene |
| 200 m      | 19 s 75 | 28 septembre 1988 | Séoul  |